# 張瑟琪
張瑟琪（韓語：장슬기，1994年05月31日—)，為韓國足球員，司職中場，出生於仁川廣域市，現時效力於韓國女足聯賽的仁川現代制鐵紅天使，目前亦是韓國國家女子足球隊的主力球員。

## 簡歷
2013年南京亞青賽，以8球的進球數獲得金靴獎和MVP，並在年底舉行的亞足聯年度頒獎典禮上榮獲了「亞洲年度最佳青年女子運動員」的獎項。
2015年1月16日，跟日職的INAC神戶雌獅簽下一年的合約。2016年1月21日加盟韓國女足聯賽的仁川現代製鐵俱樂部。

## 學歷
- 佳林初等學校
- 江景女子中學校
- 江一女子高等學校
- 江原道立大學

## 外部連結
- 張瑟琪 – FIFA國際賽競賽紀錄 (存檔)
- 韓國足球協會 官方網站
- Soccerway資料庫：張瑟琪
- 張瑟琪 | 選手介紹